# Mary Sue Hubbard

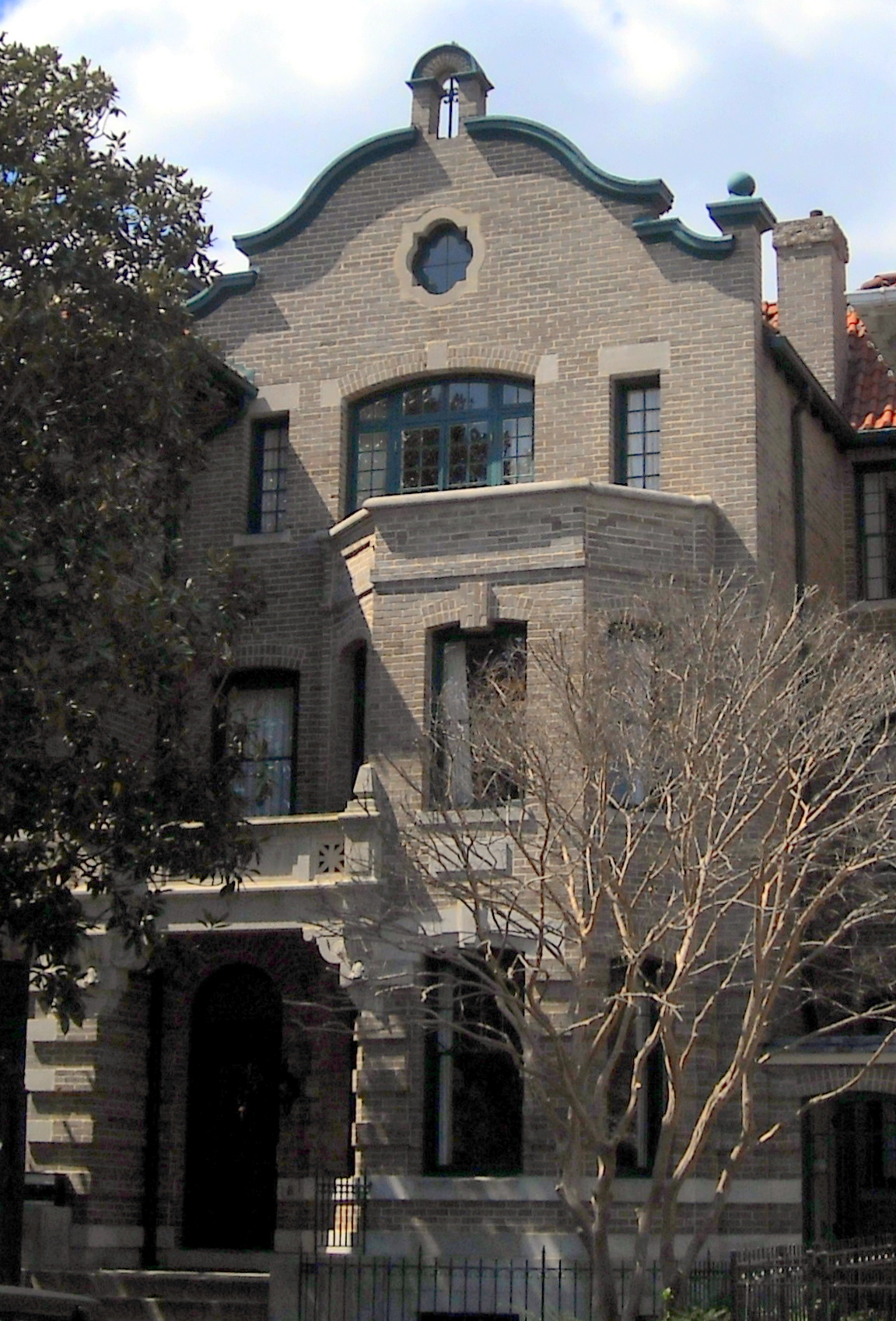
L. Ron Hubbard House vid Dupont Circle i Washington där paret Hubbard bodde och arbetade i slutet av 1950-talet. Byggnaden, känd som L. Ron Hubbard House, och fungerar nu som ett historiskt museum.

Mary Sue Hubbard, född Whipp 17 juni 1931 i Rockdale, Texas, död 25 november 2002 i Los Angeles, Kalifornien, var L. Ron Hubbards tredje fru. Hon var gift med Hubbard från 1952 till hans död 1986. De fick fyra barn, Diana, Quentin, Suzette och Arthur. 
Hon blev tidigt involverad i dianetik och bestämde sig för att bli dianetik-auditör. Hon var med och startade Scientologikyrkan och blev så småningom chef för Guardian's Office (GO), föregångaren till Office of Special Affairs (OSA). Hon dömdes 1979, tillsammans med flera andra högt uppsatta scientologer, till fem års fängelse för sin medverkan i Operation Snow White, en hemlig operation ledd av GO, som gick ut på att spionera på diverse statliga myndigheter, bland annat Internal Revenue Service. Efter denna skandal lades GO ner och ersattes av OSA. Scientologikyrkan hävdade att Hubbard och de andra medlemmarna agerat på egen hand utan kyrkans medgivande. Situationen ledde till ett maktskifte inom kyrkan och 1981 blev den då 21-årige David Miscavige kyrkans ledare. 
Mary Sue Hubbard dog 2002. Scientologikyrkan gjorde inget uttalande med anledning av hennes död. Hon omnämns inte i senare utgåvor av boken What Is Scientology? och hennes namn har tagits bort från boken The Book of E-Meter Drills. De första utgåvorna av boken hade "basic drills by L. Ron Hubbard, compiled by Mary Sue Hubbard" på omslaget. Nyutgåvan från 1988 har bara L. Ron Hubbards namn på framsidan. 